# Aleksandr Mjasnikjan
Aleksandr Mjasnikjan (Armeens: Ալեքսանդր Մյասնիկյան; Russisch: Алекса́ндр Фёдорович Мяснико́в; Aleksandr Fjodorovitsj Mjasnikov; Rostov aan de Don, 28 januari 1886 – 22 maart 1925) was een Armeense bolsjewiek en ambtenaar. Zijn bijnaam was Martoeni, waar uiteindelijk een stad in   Armenië naar vernoemd is.
Aleksandr Mjasnikjan werd op 28 januari 1886 in Rostov aan de Don geboren als zoon van een Armeense handelaar. In 1911 studeerde hij af op de universiteit van Moskou.